# Juliusz Zuber
Juliusz Zuber (ur. 1861 w Stanisławowie, zm. 1910 w Wiedniu) – polski malarz.

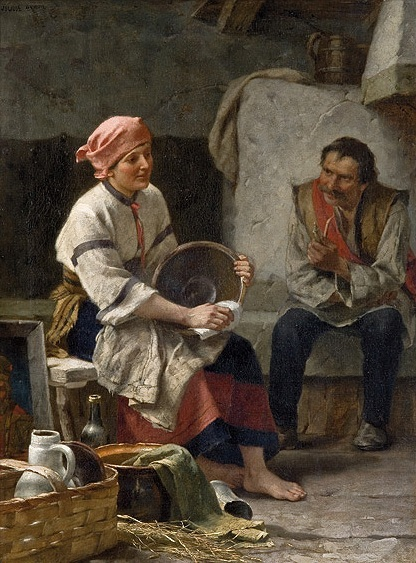
"W huculskiej chacie"

Studiował w Akademii Sztuk Pięknych w Wiedniu, naukę kontynuował w Monachium, gdzie po ukończeniu studiów przez pewien czas mieszkał, tworzył i wystawiał. Od 1884 jego prace uczestniczyły w wystawach organizowanych przez warszawskie Towarzystwo Zachęty Sztuk Pięknych, Towarzystwa Przyjaciół Sztuk Pięknych w Krakowie i we Lwowie. W 1894 otrzymał brązowy medal na wystawie sztuki zorganizowanej podczas Powszechnej Wystawy Krajowej, która odbywała się we Lwowie. Mieszkając w Wiedniu każdego roku podróżował na Huculszczyznę, aby tam jako jeden z pierwszych twórców malować tamtejsze krajobrazy, wsie i chłopów. Ponadto tworzył sceny baśniowe i ilustrujące legendy, zajmował się karykaturą i ilustracjami, był współpracownikiem niemieckich redakcji prasowych. W 1900 opuścił Niemcy i zamieszkał początkowo w Warszawie, a następnie we Lwowie, gdzie w foyer Teatru Miejskiego stworzył panneau przedstawiającymi sceny z dramatów polskich.
Zmarł podczas pobytu w Wiedniu.